# Saturnino Rubio y Montiel
Saturnino Rubio Montiel  (Los Molinos de Ocón, 29 de noviembre de 1889 – Soria, 22 de abril de  1971) fue un clérigo español, obispo de Osma.

## Familia
Saturnino Rubio Montiel nació el 29 de noviembre de 1889, festividad de San Saturnino, en el seno de una familia acomodada de labradores de Los Molinos, siendo sus padres Longinos Rubio y Juliana Montiel.

## Formación y carrera eclesiástica
Estudió en el seminario de Logroño y, ordenado sacerdote en 1914, pasó por las parroquias de Corera, Ventas Blancas, Navarrete y San Nicolás de Bari de Miranda de Ebro.
Tuvo siempre inquietudes sociales. Creó la Caja Rural, cual otro Padre Piquer fundador del Monte de Piedad de Madrid, instituciones precursoras de las Cajas de Ahorros, a las que imprimen una idea de espiritualidad en relación con los valores económicos. Y bien debía funcionar la entidad, porque cuando se produjo el traslado de D. Saturnino a Navarrete, una comisión del Ventas visitó al obispo suplicándole que anulara el nombramiento, pues no solamente trasladaban al párroco, sino que con él se llevaban también la Caja.
Fue un orador brillante, como sus antepasados Lorenzo Montiel, canónigo de Calahorra, y Cosme Marrodán y Rubio (Tudelilla), obispo de Tarazona y administrador apostólico de Tudela, cuya madre había nacido en Los Molinos y a cuya parroquia regaló en 1868 un espléndido terno, obra primorosa de unas monjas de Tarazona. Entre otros ascendientes de D. Saturnino se encuentra el mercedario Melchor Montiel, que en Bilbao fue promotor y consejero de los ferrocarriles de vía estrecha, contemporáneo del obispo Marrodán y posiblemente nacido en San Julián. Familiar y coetáneo era también Lorenzo Montiel Bretón, vicario general de la archidiócesis de Salta (Argentina), fallecido prematura y súbitamente en Tudelilla, donde vivían sus hermanos, en octubre de 1936. D. Lorenzo y D. Saturnino fueron alumnos de D. Luis Bretón, quien los preparó para ingresar en el seminario. Estando en Ventas Blancas, la Cámara Agraria de Logroño le encomendó el sermón de San Isidro en La Redonda. El sermón debió causar tal sensación al obispo D. Fidel García, presente en la misa, que llamó a Don Saturnino y le dijo: "se encuentra vacante la parroquia de Navarrete y queda nombrado Ud. titular de la misma". De esta forma recibió la noticia de su nuevo destino. 
Una constante de su vida fue la ayuda a los menesterosos. Contaban en Navarrete que, tras la visita del cura, los enfermos y necesitados se encontraban con la agradable sorpresa de hallar un duro debajo de la almohada, cantidad importante para la época. Ya en Miranda fue Consiliario de Acción Católica, potenciándola en todas sus ramas y agrupaciones. Y en días aciagos para España, padeció el incendio de su casa, salvando la vida milagrosamente junto con su hermana Candelas y su sobrina Felisa. Finalizada la contienda civil, trabajó lo indecible para erigir el nuevo templo parroquial y cuando la II Guerra Mundial fue capellán del campo de concentración el año 43 y el 44, prodigando consuelo a muchos prisioneros, especialmente alemanes y austriacos. En diversas ocasiones le ofrecieron cargos importantes en la curia diocesana de Calahorra, pero no los aceptó, pues su verdadera vocación fue siempre la acción pastoral.
En diciembre de 1944 Pío XII le nombró obispo de Osma (más tarde la diócesis se llamaría de Osma-Soria), siendo consagrado en Miranda de Ebro el 6 de mayo de 1945 por el Nuncio de Su Santidad en España monseñor Cicognani. Rigió la diócesis por espacio de veinticuatro años, desarrollando en ella una intensa labor pastoral. Importante fue la labor social realizada, lo que motivó que la Diputación de Soria le otorgara la Medalla de la Provincia. Reparó muchos templos parroquia - les y construyó otros nuevos. Se ocupó de la formación de los sacerdotes y de su bienestar material, a cuyo efecto edificó la Casa Diocesana con el Hogar Sacerdotal para los curas jubilados. Reparó varias casas rectorales y construyó alguna nueva. Para mejor atender a los párrocos, fijó dos días a la semana para recibirlos en Soria, evitándoles el desplazamiento más largo hasta El Burgo. Deseando para los seminaristas unas instalaciones dignas, rehabilitó el seminario de El Burgo de Osma y construyó el nuevo seminario de verano en Vinuesa. En la catedral instaló la calefacción, sustituyendo el viejo pavimento, e introdujo notables mejoras en el Palacio Episcopal. 
Don Saturnino mimaba a sus sacerdotes. Les concedía numerosas pagas extras; en una ocasión les otorgó una nueva y el metropolitano de Burgos le prohibió hacerla efectiva porque situaba en desventaja a los sacerdotes de las otras diócesis. También con los monaguillos era generoso; cuando, siendo cura pasaba quince días de verano en Los Molinos, les daba un real cada vez que le ayudaban en misa, en tanto que el sacerdote del pueblo (por la precaria situación de la parroquia) les daba una peseta al mes. Siempre celebraba misa en el altar de Nuestra Señora del Rosario. 
Es hijo predilecto de Los Molinos; aquí, en El Burgo de Osma y en Logroño tiene dedicadas sendas calles.
Dos sobrinos suyos han abrazado el estado religioso: Manuel y Ana María Tejada Rubio, canónigo de El Burgo y Hermanita de los Ancianos Desamparados respectivamente. Siempre llevó a su pueblo en el corazón y prueba de ello es que a sus expensas se remozó la ermita de Santa María; por mediación suya se consiguieron del Estado 500.000 pesetas en 1965, cantidad notable para la época, con la que se reparó la deteriorada iglesia parroquial.

## Últimos días
Don Saturnino murió en Soria el 22 de abril de 1971, siendo ya obispo dimisionario desde 1969. Sus restos mortales descansan en la iglesia del Salvador de Soria, construida durante su pontificado.